# (30915) 1993 GF1
(30915) 1993 GF1 est un astéroïde de la ceinture principale d'astéroïdes découvert en 1993.

## Description
(30915) 1993 GF1 a été découvert le 15 avril 1993 à l'observatoire Palomar, situé au nord de San Diego en Californie, par Henry E. Holt.

### Caractéristiques orbitales
L'orbite de cet astéroïde est caractérisée par un demi-grand axe de 3,3 ua, un périhélie de 2,80 ua, une excentricité de 0,08 et une inclinaison de 12,03° par rapport à l'écliptique. Du fait de ces caractéristiques, à savoir un demi-grand axe compris entre 2 et 3,2 ua et un périhélie supérieur à 1,666 ua, il est classé, selon la JPL Small-Body Database, comme objet de la ceinture principale d'astéroïdes.

### Caractéristiques physiques
(30915) 1993 GF1 a une magnitude absolue (H) de 13,1 et un albédo estimé à 0,061.